# Cirsium tenoreanum
Cirsium tenoreanum là một loài thực vật có hoa trong họ Cúc. Loài này được Petr. mô tả khoa học đầu tiên.